# Беньямін Тагірович
Беньямін Тагірович (швед. Benjamin Tahirović, нар. 3 березня 2003, Стокгольм, Швеція) — боснійський футболіст, атакувальний півзахисник данського клубу «Брондбю» і національної збірної Боснії і Герцеговини.
Він відомий своїм зростом (1,93 м), універсальністю та технічними навичками.

## Клубна кар'єра
Беньямін Тагірович народився у Стокгольмі і починав займатися футболом в академії столичного клубу АІК. У 2020 році футболіст приєднався до клубу «Васалундс», де паралельно виступав у молодіжній команді та в основі у турнірі Третього дивізіону. У складі «Васалундса» у тому ж році Тагірович став переможцем Третього дивізіону.
У 2021 році футболіст перебрався до Італії, де приєднався до молодіжного складу столичної «Роми». У листопаді 2022 року Беньямін дебютував в основі «Роми», коли вийшов на заміну у матчі Серії А проти «Торіно».
У сезоні 2022/2023 провів 11 матчів у складі «Роми», чотири рази виходив у старті та тричі - на заміну. Результативними діями за «Рому» не відзначався.
21 червня 2023 року за 7,5 мільйонів євро перебрався до амстердамського «Аякса».
В лютому 2025 року Тагірович перейшов до данського «Брондбю», з яким підписав контракт до червня 2028 року.

## Виступи за збірну
2023 року погодився на рівні збірних захищати кольори своєї історичної батьківщини і 23 березня 2023 року дебютував за національну збірну Боснії.

## Приватне життя
Батьки Беньяміна приїхали до Швеції із Сараєво. Футболіст, маючи право обирати між збірними Швеції та Боснії і Герцеговини обрав останніх, де вже дебютував за основну команду.

## Статистика виступів

### Статистика клубних виступів
Станом на 26 серпня 2023
| Сезон             | Команда           | Чемпіонат         | Чемпіонат | Чемпіонат | Національний кубок | Національний кубок | Національний кубок | Континентальні кубки | Континентальні кубки | Континентальні кубки | Інші змагання | Інші змагання | Інші змагання | Усього | Усього |
| Сезон             | Команда           | Ліга              | Ігор      | Голів     | Ліга               | Ігор               | Голів              | Ліга                 | Ігор                 | Голів                | Ліга          | Ігор          | Голів         | Ігор   | Голів  |
| ----------------- | ----------------- | ----------------- | --------- | --------- | ------------------ | ------------------ | ------------------ | -------------------- | -------------------- | -------------------- | ------------- | ------------- | ------------- | ------ | ------ |
| 2020              | «Васалундс ІФ»    | Д1                | 27        | 0         | КШ                 | 1                  | 0                  |                      | -                    | -                    |               | -             | -             | 28     | 0      |
| 2022–23           | «Рома»            | A                 | 11        | 0         | КІ                 | 2                  | 0                  | ЛЄ                   | -                    | -                    |               | -             | -             | 13     | 0      |
| 2023–24           | «Аякс»            | ЕД                | 2         | 0         | КН                 | 0                  | 0                  | ЛЄ                   | 2                    | 0                    |               | -             | -             | 4      | 0      |
| Усього за кар'єру | Усього за кар'єру | Усього за кар'єру | 40        | 0         |                    | 3                  | 0                  |                      | 2                    | 0                    |               | -             | -             | 45     | 0      |

### Статистика виступів за збірну
Станом на 26 серпня 2023
| Дата      | Місто      | Господарі            | Результат | Гості                | Турнір            | Голи | Примітки  |
| --------- | ---------- | -------------------- | --------- | -------------------- | ----------------- | ---- | --------- |
| 23-3-2023 | Зениця     | Боснія і Герцеговина | 3 – 0     | Ісландія             | Відбір до ЧЄ 2024 | -    | 45+4' 82' |
| 26-3-2023 | Братислава | Словаччина           | 2 – 0     | Боснія і Герцеговина | Відбір до ЧЄ 2024 | -    | 74'       |
| 17-6-2023 | Лісабон    | Португалія           | 3 – 0     | Боснія і Герцеговина | Відбір до ЧЄ 2024 | -    | 71' 84'   |
| 20-6-2023 | Зениця     | Боснія і Герцеговина | 0 – 2     | Люксембург           | Відбір до ЧЄ 2024 | -    | 46'       |
| 8-9-2023  | Зениця     | Боснія і Герцеговина | 2 – 1     | Ліхтенштейн          | Відбір до ЧЄ 2024 | -    | 64'       |
| Усього    |            | Матчів               | 5         |                      | Голів             | 0    |           |

## Досягнення
Васалундс
- Переможець Третього дивізіону: 2020